# Copromyza nigrina
Copromyza nigrina – gatunek muchówki z rodziny Sphaeroceridae i podrodziny Copromyzinae.
Gatunek ten opisany został w 1847 roku przez Leonarda Gyllenhaala jako Borborus nigrina.
Muchówka o ciele długości od 4 do 4,5 mm. Głowa jej charakteryzuje się brakiem szczecinek zaciemieniowych oraz brakiem długich szczecinek na policzku oprócz wibrys. Na tułowiu ma na krawędzi sternopleurów cztery długie szczecinki i rząd krótkich włosków. Pleury są błyszczące na mniejszej powierzchni niż u C. stercoraria i C. equina. Skrzydła są w pełni wykształcone. Ich użyłkowanie cechuje odcinek żyłki medialnej M1+2 między przednią i tylną żyłką poprzeczną nie dłuższy niż jej odcinek wierzchołkowy. Pierwsza i trzecia para odnóży nie ma ząbków na spodzie nasadowych członów stóp. Trzecia para odnóży ma na spodzie goleni długą ostrogę wierzchołkową i pozbawiona jest długich szczecinek anterowentralnych. Odwłok samicy cechują szeroko oddzielone od tergitów błoną sternity, a samca pozbawiony żeberek na bocznych brzegach sternit pregenitalny.
Owad znany z Hiszpanii, Islandii, Irlandii, Wielkiej Brytanii, Francji, Belgii, Holandii, Niemiec, Danii, Szwecji, Norwegii, Szwajcarii, Austrii, Polski, Łotwy, Estonii, Czech, Słowacji, Węgier, Rumunii, Serbii, Czarnogóry, Bośni i Hercegowiny, Bułgarii, europejskiej części Rosji i wschodniej Palearktyki po Mongolię.